# 橋口倫介
橋口 倫介（はしぐち ともすけ、1921年6月24日 - 2002年10月7日）は、日本の西洋史学者。上智大学名誉教授。元上智大学学長。勲二等瑞宝章受章。

## 経歴
1921年、東京府生まれ。1943年東京帝国大学西洋史学科繰り上げ卒業、海軍予備学生となる。
第二次世界大戦後復学し、1947年に東京大学大学院を修了。1951年より上智大学講師、1963年に同教授、1984年に学長となる。1992年に定年退職し、名誉教授。洗礼を受けたキリスト教徒であった。

## 受賞・栄典
- 1994年：勲二等瑞宝章叙勲。

## 著書
- 騎士の城 人物往来社 1967 (世界のドキュメント)
- 中世騎士物語 社会思想社 1970 (現代教養文庫)
- 騎士団 近藤出版社 1971 (世界史研究双書）
  - 十字軍騎士団 講談社学術文庫 1994
- 十字軍 その非神話化 岩波新書 1974、復刊1980ほか
- 十字軍 教育社歴史新書 1980
- 人間の世界歴史 5 中世のコンスタンティノープル 三省堂 1982  
  - 中世のコンスタンティノープル 講談社学術文庫 1995

## 共著編
- 教養人の世界史 中 中世・近世 金沢誠共著 社会思想社 1964 (現代教養文庫)
- フランス人 三色旗の栄光 磯見辰典共著 さ・え・ら書房 1972 (この民族が歩いた道)

## 翻訳
- ルネ・グルッセ『十字軍』 白水社 文庫クセジュ 1954、再版1993ほか
- W.ドルメッソン『教皇』 ドン・ボスコ社 1959 (カトリック全書)
- C.コンバルジェ『ひとり子の心理』 中央出版社 1960 (心理学叢書)
- B.ギュマン『中世教会史』 磯見辰典共訳 ドン・ボスコ社 1962 (カトリック全書)
- B.ギュマン『中世末期教会史』 ドン・ボスコ社 1962 (カトリック全書)
- ジャン・ドゥロルム『年表世界史 第2、4』 白水社 文庫クセジュ 1967[1]
- セシル・モリソン『十字軍の研究』 白水社 文庫クセジュ 1971
- レジーヌ・ペルヌー『テンプル騎士団』 白水社 文庫クセジュ 1977.3
- ジャック・ダヴー『エチエンヌ・マルセルのパリ革命』共訳 白水社 1988.6 (ドキュメンタリー・フランス史)

## 記念論集
- 西洋中世のキリスト教と社会 橋口倫介教授還暦記念論文集 刀水書房 1984.4